# Соколово (Ногинский район)
Соколово — деревня в Ногинском районе Московской области России, входит в состав сельского поселения Ямкинское.

## Население
| 1852 | 1859 | 1890 | 1926 | 2002 | 2006 | 2010 |
| ---- | ---- | ---- | ---- | ---- | ---- | ---- |
| 329  | ↗330 | ↘156 | ↗738 | ↘176 | ↘164 | ↗411 |

## География
Деревня Соколово расположена на северо-востоке Московской области, в северной части Ногинского района, примерно в 54 км к востоку от центра города Москвы и 8 км к северу от центра города Ногинска, по левому берегу реки Черноголовки бассейна Клязьмы.
В 10 км к югу от деревни проходит Горьковское шоссе М7, в 2 км к западу — Московское малое кольцо А107, в 23 км к востоку — Московское большое кольцо А108. Ближайшие населённые пункты — деревня Починки и село Ямкино.
В деревне семь улиц — Вишнёвая, Колхозная, Кооперативная, Октябрьская, Радужная, Рябиновая и Цветочная, зарегистрировано садоводческое товарищество (СНТ). Связана автобусным сообщением с районным центром (маршрут № 35).

## История
В середине XIX века деревня относилась ко 2-му стану Богородского уезда Московской губернии и принадлежала корнету Н. И. Иохемзину, в деревне было 42 двора, крестьян 167 душ мужского пола и 162 души женского.
В «Списке населённых мест» 1862 года — владельческая деревня 2-го стана Богородского уезда Московской губернии по правую сторону Троицкого тракта (из Богородска в Сергиевскую Лавру), в 11 верстах от уездного города и 23 верстах от становой квартиры, при реке Соколовке, с 46 дворами и 330 жителями (160 мужчин, 170 женщин).
По данным на 1890 год — деревня Ямкинской волости 3-го стана Богородского уезда с 156 жителями.
В 1913 году — 117 дворов.
По материалам Всесоюзной переписи населения 1926 года — центр Соколовского сельсовета Пригородной волости Богородского уезда в 6,4 км от Глуховского шоссе и 8,5 км от станции Богородск Нижегородской железной дороги, проживало 738 жителей (322 мужчины, 416 женщин), насчитывалось 143 хозяйства, из которых 133 крестьянских, имелась школа 1-й ступени.
С 1929 года — населённый пункт Московской области.
Административно-территориальная принадлежность
1929—1930 гг. — центр Соколовского сельсовета Богородского района.
1930—1938 гг. — центр Соколовского сельсовета Ногинского района.
1938—1954 гг. — деревня Починковского сельсовета Ногинского района.
1954—1963, 1965—1994 гг. — деревня Ямкинского сельсовета Ногинского района.
1963—1965 гг. — деревня Ямкинского сельсовета Орехово-Зуевского укрупнённого сельского района.
1994—2006 гг. — деревня Ямкинского сельского округа Ногинского района.
С 2006 года — деревня сельского поселения Ямкинское Ногинского муниципального района.

## Достопримечательности
- Западнее деревни находится курганная группа «Горбы» (77 курганов) — объект культурного наследия России, как памятник археологии федерального значения[24].
- Глухой кирпичный часовенный столб постройки начала XX века[25].
- Деревянный часовенный столб постройки первой половины 2000-х годов[26].